# Camilo Sesto n.º 1
Camilo Sesto n.º1 es un álbum recopilatorio de Camilo Sesto lanzado al mercado en 2004 bajo el sello Sony BMG. Tiene como novedad los temas inéditos como son: Nada ocurrirá, ¿Quién será? , y Contra el aire, así como una versión en remix de la canción Fresa salvaje de 2002.

## Clasificación y ventas
| País   | clasificación | Certificación |
| ------ | ------------- | ------------- |
| España | 3             | Platino       |

El álbum se vendió más de 100.000 copias en España.

## Su regreso a la década de 2000
Camilo Sesto después de su regreso al mundo musical con su álbum Alma de 2002 y de haber tenido un gran actuación en el Festival Internacional de la Canción de Viña del Mar en el 2004, decidió realizar una recopilación con 38 canciones en 2 CD y 15 apariciones por televisión en un DVD.

## Lista de canciones (CD)
Disco 1
1. Algo de mi 1997
2. Amor... amar 1997
3. Como cada noche 1972
4. Con razón o sin razón.1972
5. Algo más 1997
6. Nada ocurrirá 2004
7. Sin remedio 1973
8. Todo por nada 1997
9. ¿Quién? 2004
10. ¿Quieres ser mi amante? 1997
11. Ayudadme 1997
12. Déjame participar [en tu juego] 1974
13. Amor libre 1975
14. Getsemaní 1988
15. Jamás 1997
16. Melina 1997
17. Piel de ángel 1997
18. Háblame 1976
19. Con el viento a tu favor 1997
20. Mi buen amor 1997

Disco 2
1. Vivir así es morir de amor 1997
2. El amor de mi vida 1997
3. ¿Quién será? 2004
4. Contra el aire 2004
5. Has nacido libre 1997
6. La culpa ha sido mía 1997
7. Días de vino y de rosas 1980
8. Donde estés, con quien estés 1980
9. Perdóname 1997
10. Agua pasada 1981
11. Qué más te da 1997
12. Mientras tu me sigas necesitando 2004
13. Tengo ganas de vivir 1985
14. Quererte a ti 1986
15. Huracán de amor 1992
16. Duda de amor 2002
17. Fresa salvaje [remix] 2002
18. Mola mazo 2002

## Lista de canciones (DVD)
1. Amor... Amar
2. Algo más
3. El amor de mi vida
4. Callados (con Ángela Carrasco)
5. Algo de mí
6. ¿Quién será?
7. Getsemaní
8. Vivir sin ti
9. Si me dejas ahora
10. La culpa ha sido mía
11. Ven o voy
12. Mientras mi alma sienta
13. Vivir así es morir de amor
14. Getsemaní (en directo)
15. En directo: Algo de mí, Vivir así es morir de amor, Donde estés, con quien estés.

Nota: Con la colaboración de los archivos de RTVE. Algunos de los videos interesantes del DVD son el videoclip de la Canción Algo Más con la que participó para el Festival de la OTI de 1973, Callados con Ángela Carrasco (en la cual los primeros segundo no se ve), ¿Quién será? canción grabada solo en un sencillo en 1979 (aunque en un álbum recopilatorio de 1997 ya aparecía), Getsemaní en directo donde demuestra su gran capacidad vocal e interpretación frente al público y una de las mejores actuaciones en directo desde el concierto de Palma de Mallorca Con las canciones Algo de mí, Vivir así es morir de amor, Donde estés, con quien estés.
Fecha edición: 2004
Sello: SONY-BMG/ARIOLA
CB: 828766557329